# Listă de asociații în domeniul justiției din România
Asociații în domeniul justiției din România
- Asociația Magistraților din România (AMR)

- Uniunea Națională a Judecătorilor din România - UNJR Arhivat în 14 mai 2011, la Wayback Machine.
- Rețeaua Națională a Adunărilor Generale (RNAG) este formată din 240 de judecători, fiecare reprezentând câte o instanță, și a fost inițiată de judecătorii Cristi Danileț - președinte SoJust și vicepreședinte la Judecătoria Oradea, Adi Neacșu - membru SoJust și președinte al Tribunalului Vrancea și Horațius Dumbravă - judecător în cadrul Curții de Apel Târgu Mureș. -  [nefuncțională]
 [nefuncțională]

- Asociația Procurorilor de la Parchetele de pe lângă Judecătorii — APPJ Arhivat în 10 februarie 2011, la Wayback Machine.
- Asociația Procurorilor din România [1]

- Uniunea Națională a Barourilor din România

- Uniunea Națională a Notarilor Publici din România — UNNPR [2]
- Camera Notarilor Publici București - CNPB Arhivat în 22 ianuarie 2021, la Wayback Machine.[3]